# Lân vỹ Xiêm
Lân vỹ Xiêm (danh pháp khoa học: Urobotrya siamensis) là một loài thực vật có hoa trong họ Opiliaceae. Loài này được Hiepko miêu tả khoa học đầu tiên năm 1972.